# آشکارساز موج گرانشی

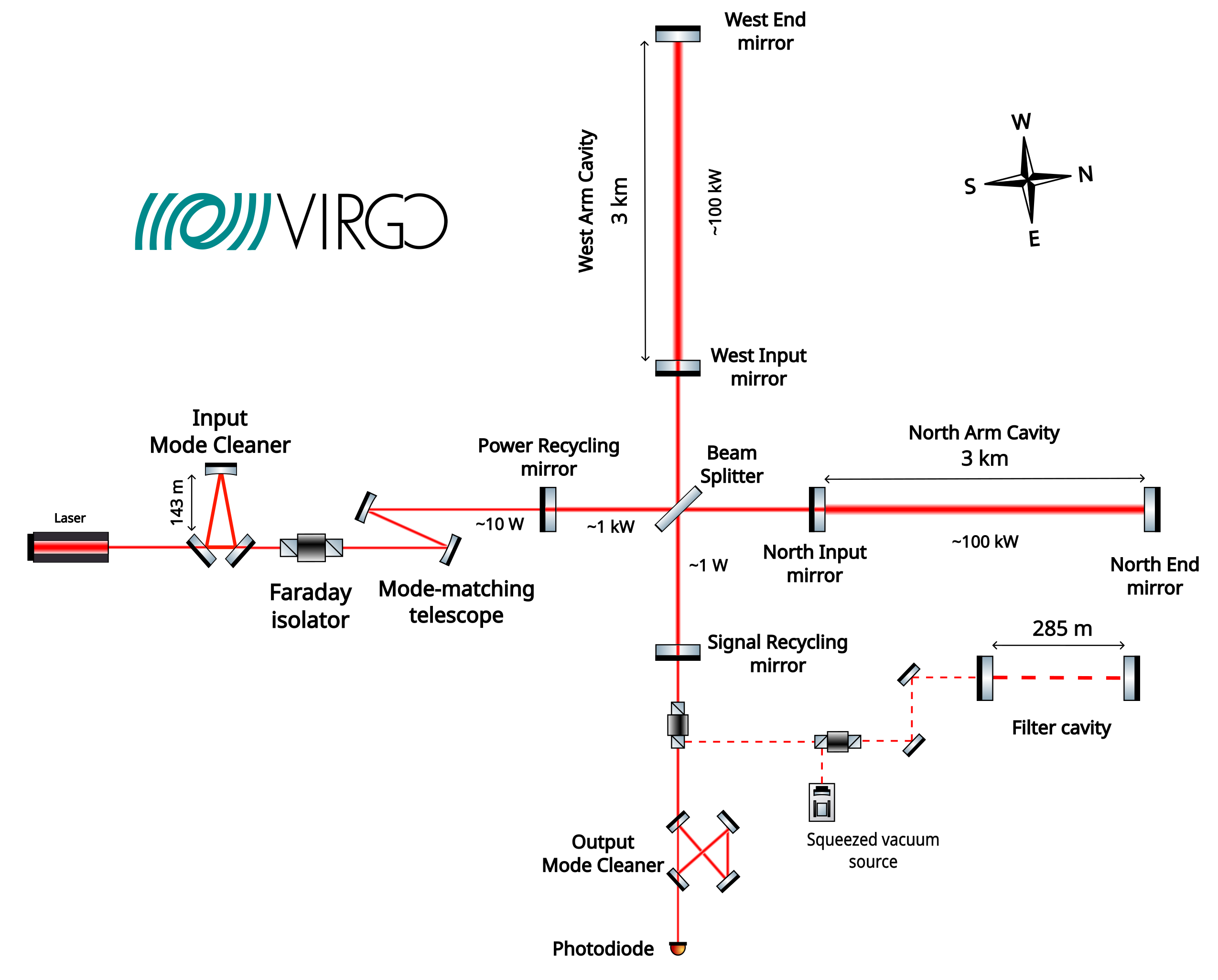
نمودار بالا، ساختار پیکربندی نوری «آشکارساز موج گرانشی» ویرگو را در طول اجرای O4 نشان می‌دهد. - حوالی ۲۰۲۳/۴

آشکارساز موج گرانشی (به انگلیسی: Gravitational wave-detector)، دستگاهی است که برای اندازه‌گیری امواج گرانشی طراحی‌شده است. این امواج ناهمواری‌های بسیار کوچکی در فضازمان هستند که توسط نظریه نسبیت عام اینشتین پیش بینی می‌شوند. وجود تابش گرانشی یکی از پیش بینی‌های نسبیت عام است. این امواج در واقع اغتشاشاتی در خمش فضازمان هستند که از حرکت شتابدار جرمها سرچشمه می‌گیرند. ساخت آشکارسازهای امواج گرانشی از دهه ۱۹۶۰ آغاز شده و به طور مداوم بهبود یافته است. نسل کنونی آنتن‌های تشدیدگر جرم و تداخل سنج‌های لیزری به حساسیت کافی برای آشکارسازی امواج گرانشی ساطع شده از منابع درون کهکشان راه شیری رسیده‌اند.
آشکارسازی مستقیم امواج گرانشی دشوار است زیرا اثر بسیار کوچکی روی آشکارسازها می‌گذارند. دامنه امواج کروی با فاصله گرفتن از منبع با نسبت مجذور فاصله، کاهش می‌یابد. از این رو حتی دامنه امواج منتشره از سیستمهای بسیار بزرگ مثل سیاهجاله‌های در حال ادغام نیز وقتی به ما می‌رسد بسیار افت نموده است.